# Olga Danilovová
Olga Danilovová (rusky Ольга Валерьевна Данилова,* 10. června 1970 Bugulma) je bývalá ruská běžkyně na lyžích. Je dvojnásobnou olympijskou vítězkou (z roku 1998) a čtyřnásobnou mistryní světa ve štafetě (1995, 1997, 1999, 2001). Na olympiádě v roce 2002 v Salt Lake City byla usvědčena z dopingu a byly jí odebrány obě medaile, které tam získala.

## Sportovní kariéra
Ve Světovém poháru v běhu na lyžích závodila v letech 1990 až 2002, sezónu 1995/96 vynechala kvůli narození synů (dvojčat) Savelije a Semena. Byla členkou reprezentace Sovětského svazu (do 1991), Společenství nezávislých států (1992) a Ruska (1992 - 2003). Zúčastnila se tří olympiád – 1992, 1998 a 2002.
Po zisku tří medailí v Naganu 1998 přidala o čtyři roky později v Salt Lake City vítězství v kombinačním běžkařském závodě na 5 klasicky a 5 km volně a druhé místo v klasickém závodě na 10 km. Očekávalo se, že další zlato získá v ženské štafetě na 4 × 5 km (společně s Lazutinovou, Čepalovovou a Gavriljukovou). Ovšem při předzávodním odběru krve 21. února 2002 měla společně s Larisou Lazutinovou zvýšenou hladinu hemoglobinu a obě byly ze štafety vyloučeny, čímž ruská štafeta nemohla vůbec nastoupit. Danilovová s Lazutinovou pak byly o tři dny později podmínečně vpuštěny na start závěrečného olympijského závodu na třicet kilometrů. Lazutinová závod vyhrála a Danilovová doběhla osmá, ovšem po závodě byl potvrzen jejich pozitivní dopingový test a ze závodu i z olympijských her byly obě vyloučeny. Prověření vzorků moči prokázalo užití darbepoetinu, látky blízce příbuzné krevnímu dopingu EPO, avšak zhruba desateronásobně silnější. Obě dvě na tiskové konferenci v Moskvě užití jakékoli zakázané látky popřely. V červnu 2002 Mezinárodní lyžařská federace (FIS) na zasedání ve Slovinsku udělila Danilovové za užití darbepoetinu dvouletý trest (stejně byly potrestány i další Rusky Larisa Lazutinová a Natalja Baranovová). Danilovové podle tohoto rozhodnutí měly být ponechány olympijské medaile, neboť je získala před potvrzeným dopingem. Závodnice se proti rozhodnutím MOV i FIS odvolaly ke CAS, odvolání bylo však zamítnuto. Následně podaly závodnice odvolání proti nálezu CAS k švýcarskému Federálnímu tribunálu. Federální tribunál dne 20. června 2003 ve věci odvolání Larissy Lazutinové a Olgy Danilovové proti rozhodnutí CAS ze dne 29. listopadu 2002 zamítl všechna tvrzení závodnic a konstatoval, že CAS poskytl všechny záruky nezávislosti a nestrannosti. V prosinci 2003 rozhodl Mezinárodní sportovní soud (CAS) v Lausanne o odebrání obou medailí Danilovové neboť podle Olympijské charty by měli sportovci vyloučení z olympiády přijít o všechny získané medaile. Mezinárodní olympijský výbor toto rozhodnutí potvrdil na svém dvoudenním zasedání v Athénách v únoru 2004 a odebral Olze Danilovové a Johannu Mühleggovi všechny medaile získané v Salt Lake City.